# Barrio de la Cruz, Delstaten Mexiko
Barrio de la Cruz är en ort i Mexiko.   Den ligger i kommunen Toluca och delstaten Mexiko, i den sydöstra delen av landet, 60 km väster om huvudstaden Mexico City. Barrio de la Cruz ligger 2 713 meter över havet och antalet invånare är 510.
Terrängen runt Barrio de la Cruz är platt åt nordost, men åt sydväst är den kuperad. Runt Barrio de la Cruz är det mycket tätbefolkat, med 2 028 invånare per kvadratkilometer. Närmaste större samhälle är Toluca, 4,2 km norr om Barrio de la Cruz. I omgivningarna runt Barrio de la Cruz växer huvudsakligen savannskog.